# Tettigonia longealata
Tettigonia longealata är en insektsart som beskrevs av Lucien Chopard 1937. Tettigonia longealata ingår i släktet Tettigonia och familjen vårtbitare. Inga underarter finns listade i Catalogue of Life.